# Тарнавєц
Тарнавєц (пол. Tarnawiec) — село на Закерзонні, в Польщі, у гміні Курилівка Лежайського повіту Підкарпатського воєводства.
Населення — 251 особа (2011).

## Назва
До 11.03.1939 р. село називалося Дорнбах.

## Історія
Село заснувала Софія Одровонж у 1568 р. як хутір (присілок) при селі Курилівка.
1624 р. — напад татар.
1655 р. — «шведський потоп».
1657 р. — руйнування Тарнавця військом Юрія II Ракоці.
1786 р. — заснування німецької колонії Дорнбах.
1812 р. — побудова австрійським урядом костелу.
1881 р. — німецька колонія в Ланьцутському повіті, 38 будинків і 292 мешканці.
1934 р. — включення села до об'єднаної сільської ґміни Куриловка.
11.03.1939 міністр внутрішніх справ перейменував Дорнбах на Тарнавєц Стари. Село належало до ґміни Курилувка Ланьцутського повіту Львівського воєводства. В селі залишилось 17 греко-католиків, які належали до парафії Курилівка Лежайського деканату Перемишльської єпархії.
14 вересня 1939 р. в село вступили німці. 30 вересня німці передали село радянським військам відповідно до пакту Молотова — Ріббентропа, однак на початку жовтня відбулася зворотня передача через обмін Сталіном Закерзоння на Литву. В 1943—1946 рр. поляки масово знищували місцевих українців, користуючись відсутністю тут самооборони й УПА (особливою жорстокістю і кривавістю відзначався очільник місцевої польської банди «Волиняк», якому тут у 1997 р. поставили пам'ятник). 29 червня 1944 р. село було сплюндроване калмиками. Наприкінці липня 1944 р. 13-а армія 1-го Українського фронту зайняла село.
Уцілілі українці виселені в СРСР та депортовані на понімецькі землі.

## Демографія
Демографічна структура станом на 31 березня 2011 року:
|          | Загалом | Допрацездатний вік | Працездатний вік | Постпрацездатний вік |
| -------- | ------- | ------------------ | ---------------- | -------------------- |
| Чоловіки | 125     | 23                 | 93               | 9                    |
| Жінки    | 126     | 26                 | 72               | 28                   |
| Разом    | 251     | 49                 | 165              | 37                   |